# Lijn 3 (metro van Shanghai)
Lijn 3 is een lijn van de metro van Shanghai.
Lijn 3 is geopend in 2000 en loopt van North Jiangyang Road in het stadsdeel Baoshan in het noorden van Shanghai naar het zuidwesten van de stad, waar de lijn bij Station Shanghai-Zuid samenkomt met lijn 1. Terwijl lijn 1 door het centrum van de stad loopt, loopt deze lijn juist om de binnenstad heen. Voor een groot deel van de lijn wordt het traject van een oude ringspoorlijn gevolgd.
De lijn deelt de stations Baoshan Road tot en met Hongqiao Road met lijn 4. In dit traject vallen ook de stations Station Shanghai en Zhongshan Park, die overstapmogelijkheden bieden naar respectievelijk lijn 1 en lijn 2.
North Jiangyang Road · Tieli Road · Youyi Road · Baoyang Road · Shuichan Road · Songbin Road · Zhanghuabang · Songfa Road · South Changjiang Road · West Yingao Road · Jiangwan Town · Dabaishu · Chifeng Road · Hongkou Football Stadium · Dongbaoxing Road · Baoshan Road · Station Shanghai · Zhongtan Road · Zhenping Road · Caoyang Road · Jinshajiang Road · Zhongshan Park · West Yan'an Road · Hongqiao Road · Yishan Road · Caoxi Road · Longcao Road · Shilong Road · Station Shanghai-Zuid

Lijnen van de metro van Shanghai: 1 · 2 · 3 · 4 · 5 · 6 · 7 · 8 · 9 · 10 · 11 · 12 · 13 · 14 · 15 · 16 · 17 · 18 · Pujiang Line